# 贝诺
贝诺（法語：Beynost，法語發音：[beno] ⓘ）是法国东部安省的一个市镇，属于布雷斯地区布尔格区。

## 地理
贝诺（45°50'25"N, 5°0'5"E）面积10.64 平方千米，位于法国奥弗涅-罗讷-阿尔卑斯大区安省，该省份为法国东部省份，北起汝拉省，西北接索恩-卢瓦尔省，西接罗讷省和里昂大都会，南至伊泽尔省，东与萨瓦省、上萨瓦省和瑞士接壤。
与贝诺接壤的市镇（或旧市镇、城区）包括：拉布瓦斯、圣莫里斯德贝诺、蒂勒、特拉穆瓦、梅济约。

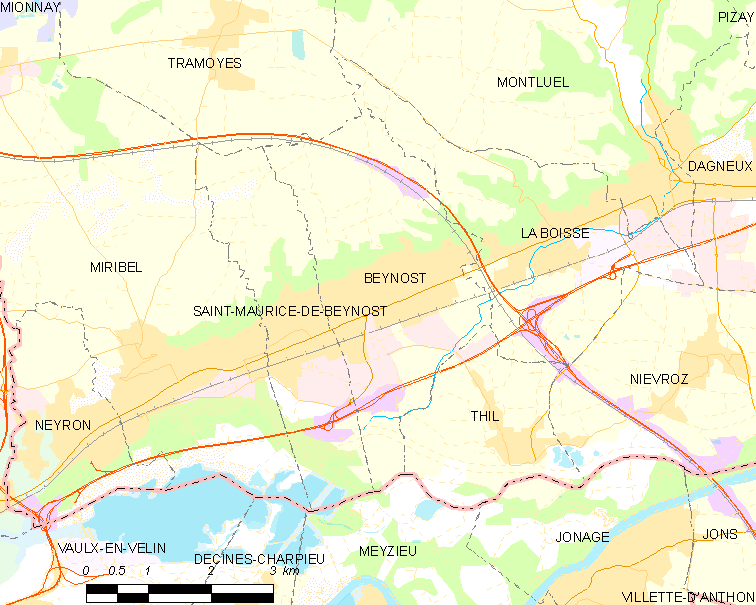
贝诺的OSM定位图

贝诺的时区为UTC+01:00、UTC+02:00（夏令时）。

## 行政
贝诺的邮政编码为01700，INSEE市镇编码为01043。

## 政治
贝诺所属的省级选区为米里贝勒县。

## 人口

1962-2008年间贝诺人口变化图示

贝诺于2022年1月1日时的人口数量为4936人。